# 北海道道140号愛別当麻旭川線
北海道道140号愛別当麻旭川線（ほっかいどうどうどう140ごう あいべつとうまあさひかわせん）は、北海道上川郡愛別町から旭川市に至る主要地方道に指定された道道である。

## 概要

### 路線データ
- 起点：北海道上川郡愛別町南町（国道39号交点）
- 終点：北海道旭川市9条通19丁目（国道39号交点）
- 総延長：24.5 km[要出典]

## 歴史
- 1993年（平成5年）5月11日 - 建設省から、道道瑞穂旭川停車場線の一部・道道比布当麻旭川線の一部・道道当麻愛別線が愛別当麻旭川線として主要地方道に指定される[1]。
- 1994年（平成6年）
  - 4月1日 - 1103号として路線認定[2]。
  - 10月1日 路線番号を140号に変更[3]。
- 2010年代 終点付近のルートが変更される[4]。

以前は、当麻愛別線（路線番号965）・比布当麻旭川線（路線番号941、一部区間）・瑞穂旭川停車場線（一部区間）の道道3本によって結ばれていた。このうち道道965号と941号を廃止し、新たに認定した路線である。

## 路線状況

### 重複区間
- 北海道道296号比布愛別停車場線：愛別町南町 - 愛別町東町
- 北海道道37号鷹栖東神楽線：旭川市東旭川町上兵村
- 国道39号：旭川市大雪通2丁目 - 旭川市9条通19丁目（終点）

### 道路施設
主な橋梁
- 石狩川：愛別橋（愛別町南町 - 愛別町東町）
- 牛朱別川：旭永橋（旭川市東旭川町上兵村 - 旭川市永山町）

## 地理

### 通過する自治体
- 北海道
  - 上川総合振興局
    - 上川郡愛別町 - 上川郡当麻町 - 旭川市

### 交差する道路
愛別町
- 国道39号・北海道道101号下川愛別線 - 南町（起点）
- 北海道道296号比布愛別停車場線 - 東町
- 北海道道1169号愛別インター線 - 愛別

当麻町
- 北海道道486号豊田当麻線 - 4条東4丁目
- 北海道道1122号当麻比布線 - 3条西4丁目

旭川市
- 北海道道37号鷹栖東神楽線 - 東旭川町上兵村
- 北海道道90号旭川環状線 - 永山10条4丁目、永山町3丁目
- 国道39号 - 大雪通2丁目
- 国道39号上 - 9条通19丁目（終点）

支線
- 北海道道37号鷹栖東神楽線 - 東旭川町上兵村
- 北海道道295号瑞穂旭川停車場線 - 東旭川町上兵村
- 北海道道542号東旭川停車場線 - 東旭川北1条5丁目
- 北海道道90号旭川環状線 -豊岡14条7丁目
- 国道39号 - 9条通19丁目（終点）

### 沿線
愛別町
- 愛別町立愛別中学校
- JR北海道 石北本線 愛別駅

当麻町
- 当麻ダム
- 当麻山
- 当麻町営スキー場
- 当麻町立当麻中学校
- JR北海道 石北本線 当麻駅

旭川市
- JR北海道 石北本線 桜岡駅
- 旭川市立永山南中学校
- JR北海道 石北本線 南永山駅
- 日本製紙旭川工場
- スーパーアークス パルプタウン